# Pećnik
Pećnik (cyr. Пећник) – wieś w Bośni i Hercegowinie, w Republice Serbskiej, w gminie Vukosavlje. W 2013 roku liczyła 161 mieszkańców.